# Katsura Hashino
Katsura Hashino (橋野 桂) es un director, productor y diseñador de videojuegos japonés, mayormente conocido por su trabajo en la saga de videojuegos de rol Persona de la empresa Atlus. Dentro de la desarrolladora, Hashino se desempeña como director del P-Studio, encargado del desarrollo de los juegos de la serie Persona, como también del Studio Zero, el cual fue fundado por él en 2017 para trabajar en juegos de otro estilo.

## Carrera
Hashino hizo su debut en el cargo de director con el juego Maken X, lanzado en 1999 para la consola Dreamcast. Él produjo y dirigió más de una docena de videojuegos de la saga Persona. Adicionalmente, fue el responsable de dirigir y producir el juego Catherine de 2013. En 2017, Hashino formó un nuevo estudio interno en Atlus llamado Studio Zero, el cual se encuentra trabajando en un nuevo juego llamado Metaphor: Re Fantazio.

## Trabajos
| Año  | Título                                 | Cargo               |
| ---- | -------------------------------------- | ------------------- |
| 1994 | Shin Megami Tensei If...               | Diseñador           |
| 1995 | Shin Megami Tensei: Devil Summoner     | Diseñador           |
| 1999 | Maken X                                | Director            |
| 2003 | Shin Megami Tensei III: Nocturne       | Director            |
| 2004 | Shin Megami Tensei: Digital Devil Saga | Director            |
| 2005 | Trauma Center: Under the Knife         | Productor           |
| 2006 | Persona 3                              | Director, productor |
| 2007 | Persona 3 FES                          | Director, productor |
| 2008 | Persona 4                              | Director, productor |
| 2009 | Persona 3 Portable                     | Productor           |
| 2011 | Catherine                              | Director, productor |
| 2011 | Persona 4 Golden                       | Productor           |
| 2012 | Persona 4 Arena                        | Productor           |
| 2013 | Dragon's Crown                         | Productor           |
| 2013 | Persona 4 Arena Ultimax                | Productor           |
| 2014 | Persona Q: Shadow of the Labyrinth     | Productor           |
| 2015 | Persona 4: Dancing All Night           | Productor           |
| 2016 | Persona 5                              | Director, productor |
| 2019 | Catherine: Full Body                   | Productor           |
| 2024 | Metaphor: Re Fantazio                  | Director            |